# 壇辻勇佑
壇辻 勇佑（だんつじ ゆうすけ、1987年3月20日 - ）は、日本のラグビー選手。

## プロフィール
- 大阪府出身。
- ポジションはウィング(WTB)、フルバック(FB)。
- 身長 178cm、体重 85kg
- U19日本代表スコッドに選ばれたことがある[1]。
- 従兄に作家の山田隆道がいる。

## 来歴
2005年、啓光学園高校卒業後、大阪体育大学に入る。なお啓光学園高校時代、高校日本代表候補に選ばれたことがある。　　
2009年、大阪体育大学卒業後、近鉄ライナーズに加入。
2012年9月8日に行われたジャパンラグビートップリーグ第2節の福岡サニックスブルース戦に途中出場で公式戦初出場を果たす。
2015年、近鉄ライナーズを退団した。